# Neuronema navasi
Neuronema navasi är en insektsart som beskrevs av Douglas E. Kimmins 1943. Neuronema navasi ingår i släktet Neuronema och familjen florsländor. Inga underarter finns listade i Catalogue of Life.